# Jusuf ibn Hassan
Jusuf ibn Hassan znany też jako Maulaj Jusuf (arab. يوسف بن الحسن – Yūsuf ibn al-Ḥasan, fr. Moulay Youssef, ur. w 1882 w Meknesie, zm. 17 listopada 1927 w Fezie) – sułtan Maroka w latach 1913–1927, z dynastii Alawitów, syn sułtana Hassana I. 

## Zarys biografii
Maulaj Jusuf został wyznaczony przez władze francuskiego protektoratu w Maroku na następcę swojego obalonego brata Maulaja Abd al-Hafiza. Wstąpił na tron w 1912. Wpływ sułtańskiego dworu na politykę państwa pozostawał jednak niewielki, a rzeczywista władza spoczywała w rękach francuskiego marszałka Huberta Lyauteya. Za rządów Muluja Jusufa władze protektoratu ostatecznie podporządkowały sobie plemiona zamieszkujące Maroko i rozpoczęły szeroko zakrojone wywłaszczenia dla przekazania ziemi francuskim osadnikom.
Bunt przeciw władzy Hiszpanów w północnym Maroku (Maroku Hiszpańskim), wzniecony w tym czasie przez Abd al-Karima, nie miał wpływu na rozwój sytuacji we francuskim protektoracie. Francuskie wojska uczestniczyły jednak w tłumieniu buntów Berberów w górach Rif.
Zmarł z powodu mocznicy w 1927. Tron objął wówczas jego syn Muhammad V. 